# Ari Santos
Ari Santos (ur. 6 marca 1982 w São Paulo) – brazylijski futsalista, zawodnik z pola, od 2009 roku jest zawodnikiem FC Barcelony, a od 2005 roku reprezentacji Brazylii.
Z reprezentacją Brazylii sięgnął po dwa Mistrzostwa Świata, a z FC Barceloną wygrał UEFA Futsal Cup.